# موسسه یونس امره
موسسه یونس امره ( ترکی استانبولی: Yunus Emre Enstitüsü) یک سازمان غیرانتفاعی جهانی است که توسط دولت ترکیه در سال ۲۰۰۷ایجاد شد. این موسسه به نام یونس امره شاعر مشهور قرن چهاردهم نامگذاری شده است.
بنیاد وقفی یونس امره، بنیادی دولتی است که در تاریخ ۱۵اردیبهشت ۱۳۸۶ ، با هدف ارتقاء و گسترش دوستی و افزایش تبادلات فرهنگی ترکیه با دیگر کشورها و به منظور معرفی زبان، تاریخ، فرهنگ و هنر ترکیه و ارائه اطلاعات و مستندات مرتبط جهت استفاده جهانی، ارائه خدمات در زمینه زبان، فرهنگ و هنر ترکیه برای افرادی که در خارج از کشور مایل به فراگیری هستند؛ تاسیس گردیده است
این نهاد به عنوان یک نهاد قدرت نرم ترکیه  در نظر گرفته شده است و طی فرمانی توسط رجب طیب اردوغان ایجاد شد.
این موسسه در حال حاضر دارای ۵۸ مرکز در کشورهای مختلف جهان است. در این مراکز در کنار آموزش زبان ترکی، همکاری با مراکز آموزشی کشورهای مختلف، رشته‌های دانشگاهی ترک شناسی و آموزش زبان ترکی در جاهای مذکور نیز تحت حمایت و پوشش قرار میگیرد. این مراکز فرهنگی فعالیتهای بسیاری در راستای معرفی فرهنگ و هنرمان انجام داده و به نمایندگی از کشور ترکیه در پروژه‌های ملی و بین‌ا‌لمللی مختلفی شرکت کرده‌اند.

## فهرست مکان‌ها
- ترکیه – آنکارا
- آلبانی – تیرانا
- آلبانی –  اشکودر
- کوزوو – پریشتینا
- کوزوو – پریزرن
- کوزوو – پجا
- افغانستان – کابل
- الجزایر – الجزایر
- آرژانتین - بوئنوس آیرس
- استرالیا – ملبورن
- اتریش – وین
- جمهوری آذربایجان – باکو
- بحرین – منامه
- بلژیک – بروکسل
- بوسنی و هرزگوین – فوینیکا
- بوسنی و هرزگوین – مستار
- بوسنی و هرزگوین – سارایوو
- کانادا - تورنتو
- چین - پکن
- کرواسی – زاگرب
- قبرس شمالی – نیکوزیا
- مصر – قاهره
- بریتانیا – لندن
- فرانسه – پاریس
- گرجستان – تفلیس
- آلمان – برلین
- آلمان – کلن
- مجارستان – بوداپست
- ایران – تهران
- ایرلند – دوبلین
- ایتالیا – رم
- ژاپن – توکیو
- اردن - امان
- قزاقستان – آستانه
- لبنان – بیروت
- مقدونیه شمالی – اسکوپیه
- مالزی – کوالالامپور
- مکزیک – مکزیکو سیتی
- مولداوی – کومرات
- مونته‌نگرو – پودگوریتسا
- مراکش – رباط
- هلند – آمستردام
- نیجریه – آبوجا
- پاکستان - کراچی
- پاکستان - لاهور
- فلسطین – اورشلیم شرقی
- فلسطین – رام الله
- لهستان – ورشو
- قطر – دوحه
- رومانی – بخارست
- رومانی – کنستانتا
- روسیه – مسکو
- روسیه - کازان
- روآندا - کیگالی
- سنگال - داکار
- صربستان – بلگراد
- سومالی – موگادیشو
- آفریقای جنوبی – ژوهانسبورگ
- کره جنوبی - سئول
- اسپانیا - مادرید
- سودان – خارطوم
- سوریه - اعزاز
- تونس – تونس
- اوکراین - کیف
- ایالات متحده - واشنگتن، دی سی